# TOI-4791
TOI-4791 — одиночная звезда в созвездии Большого Пса на расстоянии приблизительно 1033 световых лет (около 317 парсек) от Солнца. Звёздная величина диапазона G звезды — +11,32m. Возраст звезды определён как около 3,3 млрд лет.
Вокруг звезды обращается, как минимум, одна планета.

## Характеристики
TOI-4791 — жёлто-белая звезда спектрального класса F9V. Масса — около 1,24 солнечной, радиус — около 1,41 солнечного, светимость — около 2,399 солнечной. Эффективная температура — около 6185 K.

## Планетная система
В 2022 году группой астрономов было объявлено об открытии планеты TOI-4791 b.